# Kernkraftwerk Bohunice
Das Kernkraftwerk Bohunice (slowakisch Atómové elektrárne Bohunice, Abk. EBO) steht etwa 2,5 km vom Dorf Jaslovské Bohunice entfernt im Okres Trnava in der Westslowakei. Es besteht aus insgesamt drei Anlagen: das seit 1979 abgeschaltete Bohunice A1, das seit 2008 abgeschaltete Bohunice V1 und das in Betrieb befindliche Bohunice V2 mit einer Leistung von 1 GW. Die Anlagen V1 und V2 besitzen jeweils zwei Druckwasserreaktoren vom Typ WWER-440. In unmittelbarer Nähe zum Kernkraftwerk entstand ab Herbst 2009 das Gas- und Dampfkraftwerk Malženice.

## Bohunice A1
Am Standort befindet sich auch das erste tschechoslowakische Kernkraftwerk Bohunice A1. Der seit 1979 stillgelegte Reaktor war ein tschechoslowakischer einzigartiger Prototyp mit der Bezeichnung KS 150. Es handelt sich hierbei um einen mit CO2 gasgekühlten und mit schwerem Wasser moderierten Druckröhrenreaktor, der mit nichtangereichertem Uran betrieben wurde. Außer den Brennelementen wurde der Reaktor ab 1958 von Škoda gebaut und ging 1972 in Betrieb.
Es ereigneten sich in kurzer Folge zwei schwere Unfälle. Am 5. Januar 1976 trat radioaktiv kontaminiertes Kühlmittel in die Reaktorhalle aus. Die Brennelemente wurden normalerweise unter Vollbetrieb gewechselt. Nach dem Auswechseln eines Brennelementes löste sich dieses in der Druckröhre, schoss aus dem Reaktor hinauf in die Reaktorhalle und zerschellte an dem über dem Reaktor stehenden Kran. Durch den offenen Kanal strömte das als Kühlmittel verwendete, unter Druck stehende Kohlenstoffdioxid in den Reaktorraum. Der Bedienungsmannschaft gelang es zwar, mit dem Ladekran den offenen Kanal abzudichten, zwei Mitarbeiter konnten sich aber nicht rechtzeitig retten und erstickten. Am 22. Februar 1977 wurde die Anlage beim Wiederbefüllen mit Brennstäben schwer beschädigt: Bei dem Unfall führten vergessene Reste der Verpackung beigefügten Trocknungsmittels Silicagel an einem Brennelement zu Verstopfungen, sodass das Kühlmittel nicht richtig durchströmen konnte und es zu einer lokalen Überhitzung kam. Die Druckröhre sowie umliegende technologische Kanäle wurden beschädigt. In den Gas-Kühlkreislauf drang schweres Wasser ein. Aufgrund des schnellen Temperaturanstieges wurde die Beschichtung der Brennstäbe in der aktiven Zone beschädigt. Durch das Wegfallen dieser Sperre wurde der Primärbereich kontaminiert und anschließend wegen Undichtigkeiten der Dampfgeneratoren auch Teile des sekundären Bereiches. Bereits im ersten Halbjahr 1978 war klar, dass der Betrieb aus wirtschaftlichen sowie technischen Gründen nicht wieder aufgenommen wird. Die föderale Regierung entschied 1979, den Betrieb nicht wieder aufzunehmen und den Reaktorblock stillzulegen.
Der Unfall im Jahr 1977 wird in der internationalen Unfallstatistik in der Stufe 4 der INES-Skala geführt, der Vorfall im Jahr 1976 wird als ernster Störfall (INES 3) geführt. Die beschädigten und auch die restlichen Brennelemente aus dem Reaktor A1 wurden zwischenzeitlich wieder nach Russland zurückgebracht. Das Reaktorgebäude stellt eine bisher nicht sanierte Altlast auf dem Kraftwerksgelände dar.

## Bohunice V1
In der mittlerweile stillgelegten Anlage V1 sind zwei 440 MW WWER vom Typ WWER-440/230 der 1. Generation eingesetzt, die konstruktionsbedingt eine Reihe von Sicherheitsmängeln aufweisen. Die Blöcke besaßen jeweils eine installierte Leistung von 440 MW und gingen zwischen 1978 und 1985 ans Netz.

### Sicherheitsüberprüfungen und Nachrüstungen
1991 wurden von der IAEA Sicherheitsüberprüfungen für mehrere Kernkraftwerke vom Typ WWER-440/230 durchgeführt, die sich auf die Anlagentechnik wie auch auf die Betriebsführung der Kernkraftwerke bezogen. Es betraf die Kraftwerksblöcke Bohunice 1–2, Kosloduj 1–4 (Bulgarien) sowie Nowoworonesch 3–4 und Kola 1–2 (Russland). Ziel war es, die Länder bei der Sicherheitsüberprüfung der Kernkraftwerke zu unterstützen, um Konstruktions- und Betriebsschwächen zu ermitteln und die technische Grundlage für die Verbesserung der Kraftwerkssicherheit zu liefern. Etwa 1300 spezifische Sicherheitselemente wurden bei der Überprüfung identifiziert, die hinsichtlich ihrer sicherheitstechnischen Bedeutung in vier Kategorien mit zunehmendem Schweregrad eingestuft wurden.
Von 1996 bis 2000 wurde Bohunice für 215 Millionen US$ modernisiert. Das Konsortium REKON – Siemens KWU und VUJE Trnava – war Hauptauftragnehmer. Es wurden zahlreiche sicherheitsrelevante Teile des Kraftwerks erneuert, dazu zählen Notkühlsystem, Notstromversorgung und die Instrumente inkl. Steuerung. Bis zum Jahr 2000 wurden die Notkühlsysteme verbessert sowie die Kontroll- und Leittechnik der beiden Reaktoren für mehr als 120 Millionen Euro mit westlicher Steuertechnik und Elektronik nachgerüstet.

### Stilllegung
Die Stilllegung der Anlage V1 mit den Reaktoren 1 und 2 wurde mit der EU im Beitrittsvertrag 2003 durch Protokoll Nr. 9 betreffend die Reaktoren 1 und 2 des Kernkraftwerks Bohunice V1 in der Slowakei vereinbart. Der erste Block wurde am 31. Dezember 2006 abgeschaltet. Der Block 2 wurde planmäßig am 31. Dezember 2008 abgeschaltet. Vier Reaktoren des gleichen Typs wurden im Kernkraftwerk Greifswald schon im Jahr 1990 abgeschaltet, da auch hier festgestellt wurde, dass die Reaktoren der Version 230 nicht im ausreichenden Umfang modernisierungsfähig sind. Als Ersatz sollen zwei Reaktoren im zweiten slowakischen Kernkraftwerk in Mochovce fertiggestellt werden.

### Geplante Wiederinbetriebnahme wegen Gasstreit
Aufgrund der am 7. Januar 2009 wegen des Streites zwischen Russland und dem Gas-Transitland Ukraine unterbrochenen Gaslieferung stand das Land laut Wirtschaftsminister Ľubomír Jahnátek nach dem Verbrauch der letzten für die Stromversorgung verfügbaren Gasreserven vor einem energetischen Kollaps. Deshalb beschloss die slowakische Regierung am 10. Januar 2009, als Notmaßnahme den abgeschalteten Block für begrenzte Zeit wieder in Betrieb zu nehmen, um den Zusammenbruch des slowakischen Energieversorgungsnetzes zu verhindern. Die Verletzung des EU-Beitrittsvertrages durch diesen Schritt sowie die zu erwartenden Proteste von Österreich und von Umweltverbänden nahm Ministerpräsident Robert Fico dabei bewusst in Kauf.
Wenige Tage später gab das slowakische Außenministerium bekannt, dank unterstützender Gaslieferungen aus Tschechien sei ein Wiederanfahren vorläufig vom Tisch.

## Bohunice V2
Die in der Anlage V2 eingesetzten WWER sind vom Typ WWER-440/213 aus der 2. Generation und gingen am 20. August 1984 und 18. Dezember 1985 ans Netz. 1987 und 1997 wurde die Anlage V2 zur zusätzlichen Nutzung von Fernwärme umgebaut. Die beiden Reaktorblöcke Bohunice-3 und Bohunice-4 des Typs WWER-440/213 sind modernisierungsfähig und werden nachgerüstet und weiterbetrieben.
2005 bis 2008 wurden die Bohunice-V2-Reaktoren einer Modernisierung unterzogen. Unter anderem wurden die seismische Stabilität, das Kühlsystem und das Steuerungssystem modernisiert. In weiterer Folge wurde bis November 2010 die Leistung beider Einheiten von 440 MW auf je 505 MW gesteigert. Der weitere Betrieb war ursprünglich bis 2025 geplant, soll aber nach einer Ertüchtigung bis 2045 verlängert werden.

## Bohunice V3
Die slowakische Regierung hatte bekanntgegeben, dass für die Abschaltung von Bohunice V1 ein neues Kernkraftwerk gebaut werden soll. Es gab die Möglichkeit eines fünften Blocks in Mochovce und ein neues Kernkraftwerk in Kecerovce. E.ON äußerte im März 2007 sein Interesse an einem neuen Kernkraftwerk in Bohunice und ČEZ einige Monate später im Oktober ebenfalls. Später hatte man beschlossen, in Bohunice ein 1200 MW starkes Kernkraftwerk zu bauen und in Kecerovce ebenfalls einen 1.200 MW starken Block. Am 17. September 2008 unterzeichnete die Slowakei mit Frankreich ein Rahmenabkommen über die Zusammenarbeit im Bereich der friedlichen Nutzung der Kernenergie, mit dem Ziel, einen EPR oder Atmea in Bohunice zu bauen. Es sind aber auch noch Druckwasserreaktor-Projekte anderer Hersteller wie Westinghouse und Mitsubishi sowie ein russischer WWER-Typ im Wettbewerb.

## Daten der Reaktorblöcke
Das Kernkraftwerk besteht aus den drei Teilanlagen Bohunice A1, Bohunice V1 (Block 1 und 2) und Bohunice V2 (Block 3 und 4).
| Reaktorblock | Reaktortyp                | Netto- leistung | Brutto- leistung | Baubeginn        | Netzsyn- chronisation | Kommer- zieller Betrieb | Abschal- tung     |
| ------------ | ------------------------- | --------------- | ---------------- | ---------------- | --------------------- | ----------------------- | ----------------- |
| Bohunice A1  | Druckröhrenreaktor KS-150 | 93 MW           | 143 MW           | 1. August 1958   | 25. Dezember 1972     | 25. Dezember 1972       | 17. Mai 1979      |
| Bohunice V1  |                           |                 |                  |                  |                       |                         |                   |
| Bohunice 1   | WWER-440/230              | 408 MW          | 440 MW           | 24. April 1972   | 17. Dezember 1978     | 1. April 1980           | 31. Dezember 2006 |
| Bohunice 2   | WWER-440/230              | 408 MW          | 440 MW           | 24. April 1972   | 26. März 1980         | 1. Januar 1981          | 31. Dezember 2008 |
| Bohunice V2  |                           |                 |                  |                  |                       |                         |                   |
| Bohunice 3   | WWER-440/213              | 466 MW          | 500 MW           | 1. Dezember 1976 | 20. August 1984       | 14. Februar 1985        | (2045 geplant)    |
| Bohunice 4   | WWER-440/213              | 466 MW          | 500 MW           | 1. Dezember 1976 | 9. August 1985        | 18. Dezember 1985       | (2045 geplant)    |

## Messmast
Zur Anlage gehört auch seit 1986 ein 212,5 m hoher meteorologischer Meßmast.